# Mémorial au soldat internationaliste soviétique
 (août 2025).
Le Mémorial du Soldat internationaliste soviétique  (espagnol : Memorial al Soldado Internacionalista Soviético) est un monument et un mausolée situé au sud-ouest de La Havane, à Cuba. Inauguré le 23 février 1978, il abrite les restes de 68 militaires soviétiques morts à Cuba dans les années 1960. Une flamme éternelle et une capsule temporelle se trouvent au centre du mémorial,.

## Histoire
Situé à l'ouest de la capitale, le site abrite les restes de 68 combattants soviétiques, âgés de 20 à 30 ans, morts dans des accidents alors qu'ils servaient dans les Forces armées révolutionnaires (FAR) de 1960 à 1964. Le 23 février 1978, à l'occasion du 60e anniversaire de l'Armée rouge de l'URSS, le monument a été inauguré par le général d'armée Raúl Castro, alors ministre des Forces armées révolutionnaires. Lors de l'inauguration, la flamme éternelle à la mémoire des soldats internationalistes soviétiques a été allumée, et devant elle, des jeunes de l'ex-Union soviétique ont enterré un message dédié à la jeunesse de 2068.

### Cérémonial

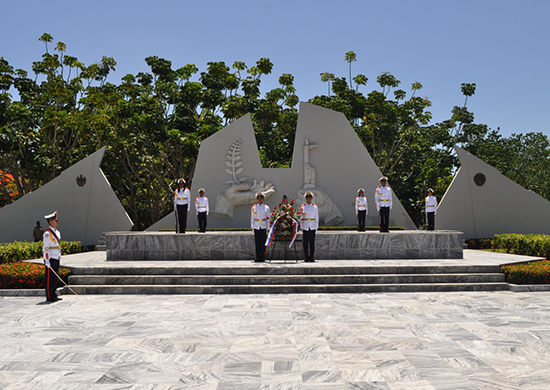
Garde d'honneur cubaine devant le mémorial.

Les délégations russes considèrent le mausolée comme une étape obligatoire lors de leur séjour à Cuba, car il représente un morceau de Russie sur le sol cubain. Sont célébrées les cérémonies de la création de l'Armée rouge, le 23 février 1918, connu sous le nom de Jour du défenseur de la patrie,, et le Jour de la Victoire en Europe, qui est célébrée le 8 mai en Occident et le 9 mai en Russie. Parmi les visiteurs notables figurent le président russe Vladimir Poutine en 2009 et 2014, et le chef de l'Église orthodoxe russe, le patriarche Kirill ; tous deux ont déposé une gerbe au monument. Lors de la visite de 2014, la Russie a annulé 90 % de la dette de Cuba de l'ère soviétique, qui s'élevait à plus de 35 milliards de dollars américains. Selon le président russe, le reste serait investi dans l'éducation sur l'île de Cuba. Le président de l’époque, Raúl Castro, qui l’accompagnait, a déclaré que l’accord sur la dette était « une autre grande et tangible générosité du peuple russe envers Cuba ».

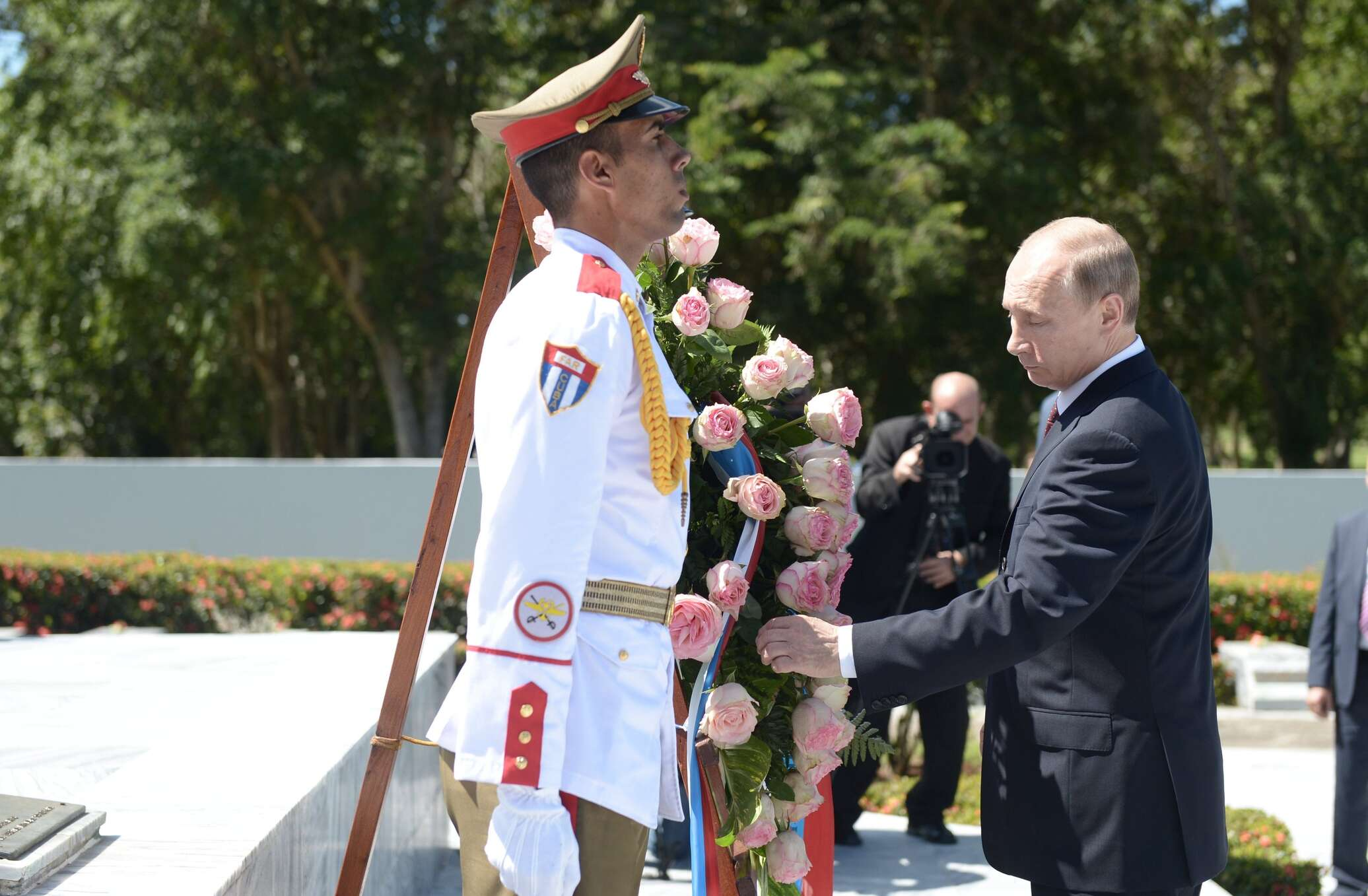
Le président russe Vladimir Poutine dépose une gerbe au mémorial des soldats internationalistes soviétiques en 2014.

En 2020, malgré les restrictions liées à la pandémie de COVID-19, la cérémonie a eu lieu pour marquer le 75e anniversaire de la victoire sur l'Allemagne nazie. Le général de brigade Jorge Luis Méndez de la Fe, chef de la Direction politique des Forces armées révolutionnaires de Cuba (FAR), a prononcé un discours déclarant : « La victoire des peuples de l'ex-Union soviétique sur le fascisme a non seulement préservé la vie de millions de personnes, mais a également sauvé l'héritage millénaire de la culture humaine, le sens de la dignité humaine et son monde spirituel. » Le général Méndez de la Fe a rappelé des moments de la guerre et a souligné le courage du peuple soviétique dans ce qu'il a décrit comme « un triomphe de l'humanité progressiste », en plus de souligner les liens historiques entre Cuba et la Russie, qui célébraient ce jour-là le 60e anniversaire du rétablissement des relations diplomatiques entre La Havane et Moscou. À son tour, l'ambassadeur de Russie à Cuba, Andreï Gouskov, a passé en revue les principales réalisations militaires de l'Armée rouge et a rappelé la présence de trois Cubains dans les rangs soviétiques, dont l'un est tombé au combat.

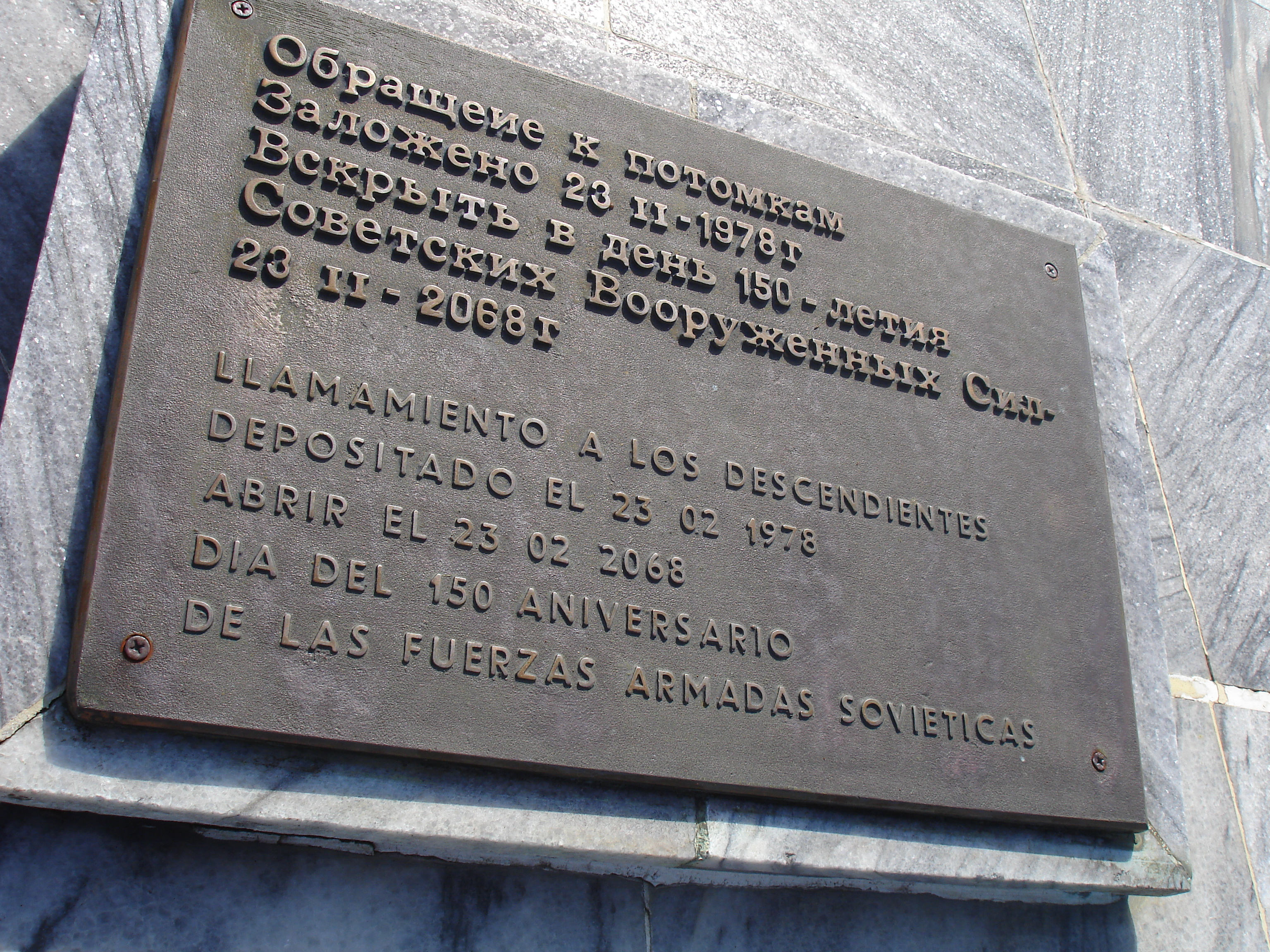
Plaque capsule temporelle : « Appel aux descendants, déposé le 23 février 1978, à ouvrir le 23 février 2068, jour du 150e anniversaire des forces armées soviétiques. »

Au cours de la cérémonie, un monument au général de l'armée Issa Aleksandrovich Pliyev, deux fois héros de l'Union soviétique pendant la Seconde Guerre mondiale, et qui a été nommé commandant du groupe de troupes soviétiques à Cuba pendant la crise des missiles de Cuba de 1962, a été dévoilé,. Une plaque commémorative à l'équipage de l'avion de reconnaissance soviétique Tupolev Tu-95 RTs, qui a décollé de Cuba le 4 août 1976 et s'est écrasé dans les Caraïbes lors d'une mission de combat, a également été dévoilée.
Le samedi 3 mai 2025 au matin, le président Miguel Díaz-Canel Bermúdez a inauguré la cérémonie militaire commémorant le « 80e anniversaire de la Victoire sur le fascisme » en l'honneur du Jour de la Victoire en Europe, au Mémorial du Soldat internationaliste soviétique. La cérémonie a débuté par le dépôt de gerbes devant la flamme éternelle. Elle a été suivie d'un discours de Viktor Koronelli, ambassadeur de la Fédération de Russie à Cuba, et s'est conclue par la revue des troupes. Les participants ont ensuite déposé des roses devant le buste honorant le général Issa Pliyev. Le président cubain s'est ensuite rendu à Moscou pour le défilé de la Victoire du 9 mai, date à laquelle la victoire en Russie est célébrée, et a déposé des fleurs sur la tombe du Soldat inconnu dans le jardin Alexandre, près du Mur occidental du Kremlin.

## Liste des morts
| Nº | Nom                                  | Durée de vie |
| -- | ------------------------------------ | ------------ |
| 1  | Anatoliy Ivanovich Mazurin           | 1940 – 1962  |
| 2  | Vladimir Valentinovich Moroz         | 1935 – 1962  |
| 3  | Anatoliy Semyonovich Bogach          | 1941 – 1962  |
| 4  | Anatoliy Fyodorovich Plisko          | 1939 – 1962  |
| 5  | Yuriy Dimitrovich Pletnyov           | 1940 – 1962  |
| 6  | Viktor Nikolayevich Shteynikov       | 1938 – 1962  |
| 7  | Pavel Vasilyevich Yermolayev         | 1940 – 1962  |
| 8  | Viktor Fyodorovich Chernyshov        | 1942 – 1962  |
| 9  | Ivan Ivanovich Zuyev                 | 1940 – 1962  |
| 10 | Iman Namaz-ogly Zeynalov             | 1942 – 1963  |
| 11 | Nina Ivanovna Volkova                | 1936 – 1963  |
| 12 | Vladimir Sevastyanovich Baranov      | 1942 – 1963  |
| 13 | Yuriy Leonidovich Gryaznov           | 1941 – 1963  |
| 14 | Fyodor Fyodorovich Galich            | 1941 – 1963  |
| 15 | Nikolay Yegorovich Syromolotov       | 1941 – 1963  |
| 16 | Viktor Vasilyevich Shein             | 1940 – 1963  |
| 17 | Voroshil Shakhnavazovich Askadinov   | 1941 – 1963  |
| 18 | Tagir Akhunovich Akhunov             | 1940 – 1963  |
| 19 | Vladimir Yaroslavovich Tschaikovskiy | 1940 – 1963  |
| 20 | Nikolay Mikhailovich Tabayev         | 1939 – 1963  |
| 21 | Mikhail Zakharovich Lupashko         | 1942 – 1963  |
| 22 | Boris Mikhailovich Trunov            | 1940 – 1963  |
| 23 | Viktor Andreyevich Tevs              | 1941 – 1963  |
| 24 | Viktor Vladimirovich Zabrodskiy      | 1932 – 1964  |
| 25 | Pyotr Valeryanovich Isakov           | 1941 – 1964  |
| 26 | Mikhail Ivanovich Tscherenschikov    | 1942 – 1964  |
| 27 | Vitaliy Anisimovich Fyodorov         | 1933 – 1964  |
| 28 | Anatoliy Vasilyevich Tsvetkov        | 1941 – 1964  |
| 29 | Aleksey Semyonovich Bulkin           | 1942 – 1964  |
| 30 | Anatoliy Ivanovich Rodin             | 1942 – 1964  |
| 31 | Vasiliy Ivanovich Sergeyev           | 1944 – 1966  |
| 32 | Viktor Borisovich Miyeyev            | 1941 – 1962  |
| 33 | Vladimir Fedoseyevich Dukmasov       | 1940 – 1962  |
| 34 | Soldat inconnu                       | —            |
| 35 | Sergey Aleksandrovich Komarov        | 1938 – 1962  |
| 36 | Alekandr Pavlovich Sokolov           | 1941 – 1962  |
| 37 | Nikolay Ivanovich Kondratov          | 1943 – 1966  |
| 38 | Aleksandr Ivanovich Vremya           | 1944 – 1965  |
| 39 | Nikolay Konstantinovich Popov        | 1942 – 1964  |
| 40 | Nikolay Mikhailovich Rayev           | 1941 – 1964  |
| 41 | Yuriy Alekseevich Sidorov            | 1941 – 1964  |
| 42 | Valeriy Vasilyevich Rybnikov         | 1942 – 1964  |
| 43 | Zle Rakhimbekovich Mukhatov          | 1940 – 1964  |
| 44 | Ivan Panteleyevich Platon            | 1942 – 1964  |
| 45 | Aleksandr Aleksandrovich Marulin     | 1942 – 1963  |
| 46 | Eduard Vyacheslavovich Kasatkin      | 1938 – 1963  |
| 47 | Viktor Pavlovich Makarenko           | 1940 – 1963  |
| 48 | Rudolf Arkadyevich Preobrazhenskiy   | 1940 – 1963  |
| 49 | Vladimir Alekseyevich Prygayev       | 1938 – 1963  |
| 50 | Valeriy Konstantinovich Fyodorov     | 1940 – 1963  |
| 51 | Kurantay Aydarovich Absimetov        | 1941 – 1963  |
| 52 | Ivan Fyodorovich Vasilyev            | 1942 – 1963  |
| 53 | Gennadiy Fyodorovich Sergeyev        | 1942 – 1963  |
| 54 | Boris Nikolayevich Kuznetsov         | 1940 – 1963  |
| 55 | Oleg Nikolayevich Panferov           | 1941 – 1963  |
| 56 | Vasiliy Konstantinovich Afanasyev    | 1942 – 1963  |
| 57 | Yevgeniy Aleksandrovich Shergin      | 1940 – 1963  |
| 58 | Viktor Kuzmich Pogorelov             | 1941 – 1963  |
| 59 | Aleksandr Nikolayevich Strelnikov    | 1938 – 1963  |
| 60 | Vladimir Nesterovich Zablotskiy      | 1942 – 1962  |
| 61 | Vladimir Nikolayevich Kanygin        | 1939 – 1962  |
| 62 | Nikolay Makarovich Obidnov           | 1938 – 1962  |
| 63 | Gennadiy Ivanovich Agantsev          | 1940 – 1962  |
| 64 | Vladimir Nikolayevich Sukhomlin      | 1939 – 1962  |
| 65 | Gennadiy Timofeyevich Boryushkin     | 1940 – 1962  |
| 66 | Nikolay Yegorovich Fominov           | 1940 – 1962  |
| 67 | Nikolay Nikolayevich Sheykin         | 1941 – 1962  |
| 68 | Yuriy Vladimirovich Yakovlev         | 1941 – 1962  |

## Localisation
Le Mémorial du Soldat internationaliste soviétique est situé dans la municipalité de San Antonio de los Baños, à environ 20 kilomètres à l'ouest de La Havane. Il témoigne de la gratitude du peuple cubain envers les soldats soviétiques stationnés à Cuba pour défendre la Révolution. Le mémorial se trouve près de l'ancienne base SIGINT de Lourdes et de l'autoroute San Pedro.